# Елвін та бурундуки 3
«Елвін і бурундуки 3» (англ. Alvin and the Chipmunks: Chipwrecked, дос. «Елвін і бурундуки: Корабельна аварія») — американський музичний анімаційно-ігровий фільм 2011 року, знятий режисером Майком Мітчеллом. Продовження фільмів «Елвін та бурундуки» (2007) й «Елвін та бурундуки 2» та загалом третя картина в однойменній серії. Як і в попередніх частинах, бурундуків озвучують Джастін Лонг, Метью Грей Габлер, Джессі Маккартні, Емі Полер, Анна Фаріс і Крістіна Епплгейт.
«Елвін і бурундуки 3» вийшов у прокат 16 грудня 2011 у США і 29 грудня 2011 в Україні. Фільм зазнав серйозної критики оглядачів, але зміг зібрати у світовому прокаті понад 342 млн дол. при бюджеті в 80 млн. Сиквел «Елвін і бурундуки: Бурундомандри», четвертий і останній фільм серії, вийшов у грудні 2015.

## Сюжет
Через два роки після подій  другий фільм,  Дейв ( Джейсон Лі),  Бурундуки та Чіпетти (Джастін Лонг, Метью Грей Габлер, Джессі Маккартні, Крістіна Епплгейт, Анна Фаріс , і Емі Полер) вирушають у круїзні канікули на Карнавальна мрія, що прямують до Міжнародної музичної премії. Бурундуки та чіпети, особливо Елвін, у підсумку створюють пандемоній. Пізніше тієї ж ночі, після того, як Дейв вирушає на вечерю за столиком капітана, щоб вибачитися за поведінку Елвіна, Елвін підкрадається до корабельного казино, а за ним і Саймон, який сподівається утримати Елвіна від подальшого викриття; Тим часом Чіпети вирушають до суднового танцювального клубу, де проводять танцювальний бій з трьома учасниками вечірки, залишаючи Теодора одного в кімнаті, дивлячись непридатний фільм про монстрів із джунглів. Дейв виявляє, що його старий бос  Ян Хоук (Девід Крос) працює в якості охоронця корабля, одягнений у пелікан, і збирається повідомити капітана, якщо Бурундуки та Чіпетте викликають більше проблем, тому він може помстити життя Дейву. Врешті-решт Саймона та Елвіна схоплюють у казино, їх повертають до кімнати разом із Чіпетт, і Дейв звинувачує у недовірі. На наступний день Елвін вирушає на парашуті на повітряному змії, але повітряний змій відлітає разом з ним та іншими Бурундуками. Дейв вирушає на дельтаплані, щоб знайти їх, але Ян намагається його зупинити, і вони обоє опиняються в Тихому океані.
Тим часом Бурундуки знаходять острів, і вони сплять на ніч. Дейв звертається за допомогою до Яна, щоб знайти той самий острів і почати шукати Бурундуків. Наступного ранку Бурундуки вирушають і знаходять їжу, і поки вони це роблять, з'являється острівний зник на ім'я  Zoe (Дженні Слейт) і бачить Бурундуків та Чипет для вперше, оскільки вона пояснює, що перебуває на острові дев’ять років. Потім вони йдуть до будинку на дереві Зої, де Елеонора розтягує щиколотку після падіння із застібки, а Саймона кусає павук, побічні ефекти включають зміни особистості та втрату загальмованості.
На наступний ранок усі помічають, що особистість Саймона змінилася, він амнезія і думає, що він  французький авантюрний бурундук на ім’я Сімоне (Алан Тудик). "Сімона" приваблює Жанетт і закохується в неї, але не так доброзичливо ставиться до Елвіна і Бретані. Пізніше Зої забирає Сімону, Жанетт, Елеонору та Теодора до озера з водоспадом, а “Сімона” знаходить печеру. Він повертається із золотим браслетом, який дарує Жанетті як корону. Бріттані та Елвін, ставши "відповідальними", оскільки Жанетт і "Сімона" вкрали їхні особи, на наступний день бачать діючий вулкан і вирішують, що їм доведеться покинути острів разом з іншими. Теодор і "Сімона" знаходять Дейва і Яна, і вони йдуть на зустріч з іншими бурундуками. З Алвіном та Бретані, котрі відповідають, їм усім призначено роботу з будівництва плоту для виходу з острова. Коли Джанетт і "Сімона" йдуть шукати їжу, "Сімону" збивають без тями, а Жанетт викрадають; "Сімона" згодом повертається до Саймона.
Усі знаходять Саймона неспаним, і він не може згадати нічого, що сталося з ним після зміни. Вони виявляють, що Зої взяла Жанетт, і вони прямують до водоспаду. Коли вони підходять до колоди дерева, щоб перетнути, Дейв і Елвін вирішують, що поїдуть і знайдуть Джанетт. Коли Зої заохочує Жанетт знайти скарб у печері, прив’язавши її до мотузки, Елвін та Дейв приходять їй на допомогу. Зої розповідає, що вона цілеспрямовано приїхала на острів (зустрічне заявлення про її попереднє твердження, що вона там теж приземлилася) в надії знайти скарб, але через дев'ять років вона провела сама без людської взаємодії та декількох укусів павука, перебуваючи на острові, особистість змінилася і стала божевільним маніяком, відчайдушно бажаючи скарбу. Острів знову починає гуркотіти, коли Зої відпускає мотузку, і Жанетт біжить з Дейвом та Елвіном назад на пліт, але її відтягують біля зрубу мосту. Саймон підбігає, щоб допомогти Жанетт, перш ніж Елвін зможе перерізати мотузки швейцарським армійським ножем. Дейв залишається звисати з колоди, коли воно майже віддає.
Елвін та Ян (у якого змінилося серце) переконують Зої допомогти врятувати Дейва. Потім вони біжать до плоту і рятуються від виверження. Перебуваючи на плоту, Зої вибачається перед Джанетт за те, що викрала її та змусила дістати скарб. У подарунок Джанетт дарує Зої золотий браслет, який подарував їй Саймон. Елвін мириться з Дейвом, і вони врятовані. Бурундуки та чіпетки виступають на Міжнародній музичній премії. Новий реформований Ян також починає нову кар'єру як сценарист, продаючи сценарій про історію Зої Голлівуду, повертаючи йому своє багатство і роблячи Зої знаменитою.
У сцені середнього титулу Бурундуки, Чіпетте та Дав